# Rafael Devers
Pour les articles homonymes, voir Devers.
Rafael Calcano Devers (né le 24 octobre 1996 à Sánchez en République dominicaine) est un joueur de troisième base des Giants de San Francisco de la Ligue majeure de baseball.

## Carrière
Rafael Devers signe à l'âge de 17 ans son premier contrat professionnel, acceptant en août 2013 l'offre de 1,5 million de dollars des Red Sox de Boston,.
Au début de l'année 2015, Devers fait une première apparition sur la liste annuelle des 100 meilleurs joueurs d'avenir dressée par Baseball America : entré en 99e place du palmarès, il fait un bond jusqu'en 18e position au début 2016, et est classé au même rang au début 2017.
Devers participe au match des étoiles du futur en 2015 à Cincinnati et en 2017 à Miami.
Le poste de joueur de troisième but est un casse-tête pour les Red Sox de Boston en 2017, l'équipe utilisant 7 joueurs différents à cette position avant de rappeler Devers des ligues mineures à la fin juillet. Rafael Devers fait donc ses débuts dans le baseball majeur pour Boston le 25 juillet 2017 face aux Mariners de Seattle ; à 20 ans et 274 jours, il est le plus jeune à jouer pour les Red Sox depuis les débuts de Jeff Suppan (20 ans et 265 jours) en 1995. À ce premier match, Devers soutire deux buts sur balles et marque un point. Le lendemain, 26 juillet, Devers réussit son premier coup sûr dans les majeures : un coup de circuit contre le lanceur Andrew Moore de Seattle. À l'âge de 20 ans et 275 jours, il est le plus jeune joueur des Red Sox à réussir un circuit depuis Tony Conigliaro en 1965.
Devers frappe 10 circuits et récolte 30 points produits en 58 matchs de saison régulière en 2017 avec Boston. Le 8 octobre, il cogne un circuit dans le 3e match de la Série de divisions entre Boston et les Astros de Houston ; à 20 ans et 349 jours, Devers est le plus jeune joueur de l'histoire des Red Sox à réussir un circuit en séries éliminatoires.
En janvier 2021, Rafael Devers accepte un contrat d'un an d'une valeur de 4,575 millions de dollars avec les Red Sox de Boston. Longtemps critiqué pour ses lacunes en défense, le joueur de troisième base montre des progrès  au cours de la saison 2022.
Le 15 juin 2025, Devers est échangé aux Giants de San Francisco contre Kyle Harrison, Jordan Hicks, James Tibbs III et Jose Bello.